# Gadirtha hades
Gadirtha hades är en fjärilsart som beskrevs av Oswald Beltram Lower 1903. Gadirtha hades ingår i släktet Gadirtha och familjen trågspinnare. Inga underarter finns listade i Catalogue of Life.